# State of Shock (The Jacksons)
State of Shock è una canzone del gruppo musicale statunitense The Jacksons scritta da Michael Jackson e Randy Hansen e interpretata in coppia da Michael Jackson e Mick Jagger. Fu pubblicata il 5 giugno 1984 come primo singolo dell'album Victory.

## Descrizione
Originariamente la canzone fu registrata da Michael Jackson con il cantante britannico Freddie Mercury dei Queen, suo amico, tra il 1981 e il 1983, ma quella versione rimase allo stadio di demo (anche se in seguito venne acquistata per vie private da alcuni fan e infine caricata su Internet). Jackson e Mercury lavorarono contemporaneamente anche ai pezzi There Must Be More to Life Than This e Victory, che furono esclusi dalla scaletta finale. Il primo dei due brani apparve in seguito nel primo album solista di Mercury, Mr. Bad Guy, cantato da solista e fu ripubblicato nella versione del duetto originale nel 2014 nell'album Queen Forever. Victory, invece, dette il nome all'album ma rimase inedita.
A causa degli impegni di Mercury, però, State of Shock non poté essere ultimata e la seconda scelta cadde su Mick Jagger.

## Tracce
Versione 7"
1. State of Shock – 4:05 (Michael Jackson e Randy Hansen)
2. Your Ways – 4:31 (Jackie Jackson)

## Promozione
Il brano non fu accompagnato da un videoclip e nonostante fosse uno tra quelli di maggior successo dell'album Victory non venne eseguito nel Victory Tour del 1984 per volontà di Michael, che escluse dalla scaletta dei concerti tutte le canzoni tratte dall'ultimo album della band.
Nel 1985 fu eseguito dal vivo da Mick Jagger in duetto con Tina Turner durante il concerto statunitense del Live Aid al John Fitzgerald Kennedy Stadium di Philadelphia.

## Classifiche
| Classifica (1984)       | Posizione massima |
| ----------------------- | ----------------- |
| Italia                  | 4                 |
| Regno Unito             | 14                |
| Stati Uniti (Billboard) | 3                 |